# 2018年世界柔道锦标赛
2018年世界柔道锦标赛于2018年9月20日至27日在阿塞拜疆巴库举行。
由于比赛原定举办日期正好与以色列的赎罪日9月18日至19日撞期，以色列柔道协会与国际柔道联合会交涉，以求能够将比赛延期举行，最终比赛推迟至9月20日至27日举行。
本次比赛朝鲜和韩国临时组成朝韩联队参加了混合团体比赛，最终朝韩联队在半决赛中以0比4被日本击败，获得季军。

## 奖牌榜
| 排名 | 国家／地区 | 金牌 | 银牌 | 铜牌 | 總數 |
| ---- | ---------- | ---- | ---- | ---- | ---- |
| 1    | 日本       | 8    | 5    | 4    | 17   |
| 2    |            | 2    | 0    | 1    | 3    |
| 3    | 法國       | 1    | 2    | 2    | 5    |
| 4    |            | 1    | 1    | 1    | 3    |
| 5    | 伊朗       | 1    | 0    | 1    | 2    |
| 5    | 乌克兰     | 1    | 0    | 1    | 2    |
| 7    | 西班牙     | 1    | 0    | 0    | 1    |
| 8    | 古巴       | 0    | 2    | 0    | 2    |
| 9    | 俄羅斯     | 0    | 1    | 3    | 4    |
| 10   | 荷蘭       | 0    | 1    | 2    | 3    |
| 11   |            | 0    | 1    | 1    | 2    |
| 11   |            | 0    | 1    | 1    | 2    |
| 13   | 英国       | 0    | 1    | 0    | 1    |
| 14   | 德国       | 0    | 0    | 3    | 3    |
| 15   | 土耳其     | 0    | 0    | 2    | 2    |
| 16   | 阿根廷     | 0    | 0    | 1    | 1    |
| 16   |            | 0    | 0    | 1    | 1    |
| 16   | 巴西       | 0    | 0    | 1    | 1    |
| 16   | 加拿大     | 0    | 0    | 1    | 1    |
| 16   | 哥伦比亚   | 0    | 0    | 1    | 1    |
| 16   | 朝韩联队   | 0    | 0    | 1    | 1    |
| 16   | 德国       | 0    | 0    | 1    | 1    |
| 16   | 斯洛維尼亞 | 0    | 0    | 1    | 1    |
| 总计 | 总计       | 15   | 15   | 30   | 60   |

## 奖牌得主

### 男子
| 项目          | 金牌                                    | 银牌                                      | 铜牌                                    |
| 60公斤级      | 高藤直壽 · 日本（JPN）                  | 罗伯特·姆什维多巴泽 · 俄罗斯（RUS）       | 永山龍樹 · 日本（JPN）                  |
| 60公斤级      | 高藤直壽 · 日本（JPN）                  | 罗伯特·姆什维多巴泽 · 俄罗斯（RUS）       | 阿米兰·帕皮纳什维利 · 格鲁吉亚（GEO）   |
| 66公斤级      | 阿部一二三 · 日本（JPN）                | 叶尔兰·谢里克扎诺夫 · 哈萨克斯坦（KAZ）   | 安保罗 · 韩国（KOR）                    |
| 66公斤级      | 阿部一二三 · 日本（JPN）                | 叶尔兰·谢里克扎诺夫 · 哈萨克斯坦（KAZ）   | 格奥尔基·赞塔拉亚 · 乌克兰（UKR）       |
| 73公斤级      | 安昌林 · 韩国（KOR）                    | 橋本壯市 · 日本（JPN）                    | Mohammad Mohammadi · 伊朗（IRN）        |
| 73公斤级      | 安昌林 · 韩国（KOR）                    | 橋本壯市 · 日本（JPN）                    | 希达亚特·海达罗夫 · 阿塞拜疆（AZE）     |
| 81公斤级      | 赛义德·莫拉埃 · 伊朗（IRN）             | 藤原崇太郎 · 日本（JPN）                  | Alexander Wieczerzak · 德国（GER）      |
| 81公斤级      | 赛义德·莫拉埃 · 伊朗（IRN）             | 藤原崇太郎 · 日本（JPN）                  | 韦达特·阿尔巴伊拉克 · 土耳其（TUR）     |
| 90公斤级      | 尼科洛兹·谢拉扎季什维利 · 西班牙（ESP） | 伊万·费利佩·席尔瓦 · 古巴（CUB）          | 長澤憲大 · 日本（JPN）                  |
| 90公斤级      | 尼科洛兹·谢拉扎季什维利 · 西班牙（ESP） | 伊万·费利佩·席尔瓦 · 古巴（CUB）          | 阿克塞尔·克莱热 · 法國（FRA）           |
| 100公斤级     | 趙求含 · 韩国（KOR）                    | 瓦尔拉姆·利帕尔捷利阿尼 · 格鲁吉亚（GEO） | 尼亞茲·伊利亞索夫 · 俄罗斯（RUS）       |
| 100公斤级     | 趙求含 · 韩国（KOR）                    | 瓦尔拉姆·利帕尔捷利阿尼 · 格鲁吉亚（GEO） | 勒哈格瓦苏伦·奥特贡巴塔尔 · 蒙古（MGL） |
| 100公斤以上级 | 古拉姆·圖希什維利 · 格鲁吉亚（GEO）     | 乌尚吉·科考里 · 阿塞拜疆（AZE）           | 原澤久喜 · 日本（JPN）                  |
| 100公斤以上级 | 古拉姆·圖希什維利 · 格鲁吉亚（GEO）     | 乌尚吉·科考里 · 阿塞拜疆（AZE）           | 乌勒齐巴亚尔·杜伦巴亚尔 · 蒙古（MGL）   |

### 女子
| 项目         | 金牌                              | 银牌                               | 铜牌                                          |
| 48公斤级     | 达里娅·比洛季德 · 乌克兰（UKR）   | 渡名喜风南 · 日本（JPN）           | 葆拉·帕雷托 · 阿根廷（ARG）                   |
| 48公斤级     | 达里娅·比洛季德 · 乌克兰（UKR）   | 渡名喜风南 · 日本（JPN）           | 奥特贡采采格·嘎勒巴德拉赫 · 哈萨克斯坦（KAZ） |
| 52公斤级     | 阿部诗 · 日本（JPN）              | 志志目爱 · 日本（JPN）             | 埃丽卡·米兰达 · 巴西（BRA）                   |
| 52公斤级     | 阿部诗 · 日本（JPN）              | 志志目爱 · 日本（JPN）             | 阿芒迪娜·比沙尔 · 法國（FRA）                 |
| 57公斤级     | 芳田司 · 日本（JPN）              | 妮科达·斯迈思-戴维斯 · 英国（GBR） | 克丽斯塔·出口 · 加拿大（CAN）                 |
| 57公斤级     | 芳田司 · 日本（JPN）              | 妮科达·斯迈思-戴维斯 · 英国（GBR） | 道尔吉苏伦·苏米娅 · 蒙古（MGL）               |
| 63公斤级     | 克拉丽丝·阿格贝涅努 · 法國（FRA） | 田代未来 · 日本（JPN）             | 蒂娜·特尔斯泰尼亚克 · 斯洛文尼亚（SVN）       |
| 63公斤级     | 克拉丽丝·阿格贝涅努 · 法國（FRA） | 田代未来 · 日本（JPN）             | 尤尔·弗兰森 · 荷兰（NED）                     |
| 70公斤级     | 新井千鹤 · 日本（JPN）            | 玛丽-伊芙·加耶 · 法國（FRA）       | 大野阳子 · 日本（JPN）                        |
| 70公斤级     | 新井千鹤 · 日本（JPN）            | 玛丽-伊芙·加耶 · 法國（FRA）       | 尤丽·阿尔韦亚尔 · 哥伦比亚（COL）             |
| 78公斤级     | 滨田尚里 · 日本（JPN）            | 许谢·斯滕赫伊斯 · 荷兰（NED）      | 玛欣德·费尔科克 · 荷兰（NED）                 |
| 78公斤级     | 滨田尚里 · 日本（JPN）            | 许谢·斯滕赫伊斯 · 荷兰（NED）      | 亚历山德拉·巴宾采娃 · 俄罗斯（RUS）           |
| 78公斤以上级 | 朝比奈沙罗 · 日本（JPN）          | 伊达莉斯·奥尔蒂斯 · 古巴（CUB）    | 拉里莎·采里奇 · 波斯尼亚和黑塞哥维那（BIH）   |
| 78公斤以上级 | 朝比奈沙罗 · 日本（JPN）          | 伊达莉斯·奥尔蒂斯 · 古巴（CUB）    | 卡伊拉·萨伊特 · 土耳其（TUR）                 |

### 混合
| 项目     | 金牌 | 银牌 | 铜牌 |
| 混合团体 | 日本 · 新井千鹤 · 朝比奈沙罗 · 原澤久喜 · 橋本壯市 · 向翔一郎 · 長澤憲大 · 小川雄勢 · 大野阳子 · 素根辉 · 玉置桃 · 芳田司 · 立川新 | 法國 · 克拉丽丝·阿格贝涅努 · Benjamin Axus · 纪尧姆·谢纳 · 阿克塞尔·克莱热 · 奥雷利安·迪斯 · 玛丽-伊芙·加耶 · 普里西娅·尼厄托 · 亚历山大·伊迪尔 · 西里尔·马雷 · Anne Fatoumata M'Bairo · Hélène Receveaux · 奥德蕾·彻梅奥 | 俄羅斯 · Kamila Badurova · 克谢尼娅·奇比索娃 · Anzhela Gasparian · Natalia Golomidova · 丹尼斯·亚尔采夫 · 米哈伊尔·伊戈利尼科夫 · Khusen Khalmurzaev · Anastasiia Konkina · 穆萨·莫古什科夫 · Alena Prokopenko · 伊纳尔·塔索耶夫 · Kazbek Zankishiev |
| 混合团体 | 日本 · 新井千鹤 · 朝比奈沙罗 · 原澤久喜 · 橋本壯市 · 向翔一郎 · 長澤憲大 · 小川雄勢 · 大野阳子 · 素根辉 · 玉置桃 · 芳田司 · 立川新 | 法國 · 克拉丽丝·阿格贝涅努 · Benjamin Axus · 纪尧姆·谢纳 · 阿克塞尔·克莱热 · 奥雷利安·迪斯 · 玛丽-伊芙·加耶 · 普里西娅·尼厄托 · 亚历山大·伊迪尔 · 西里尔·马雷 · Anne Fatoumata M'Bairo · Hélène Receveaux · 奥德蕾·彻梅奥 | 朝韩联队 安保罗 安昌林 Ahn Joon-sung 趙求含 Choi In-hyuk 郭同韓 韩美珍 Jeong Hye-jin Kim Chol-gwang Kim Ji-jeong 金知秀 Kim Jin-a 金民宗 金珉程 Kwon Sun-yong Kwon You-jeong Lee Seung-soo Ri Hyo-sun                                                |